# Kasteel Beaupré
Kasteel Beaupré was een kasteel in de tot de West-Vlaamse stad Brugge behorende deelgemeente Sint-Kruis.
Het kasteel, ook De Mote genaamd, had een opperhof en een neerhof en lag binnen een dubbele omwalling. Reeds in de 14e eeuw werd dit leemgoed vermeld.
In de 2e helft van de 20e eeuw viel dit landgoed, dat direct buiten de omwalling van Brugge was gelegen, ten offer aan woningbouw.
Enkele overblijfselen zijn: Een boerderij op Invalidenstraat 27, een stuk van de gracht, en een stuk weiland met knotwilgen.
De huidige Beaupréstraat, aangelegd in 1956, is naar dit voormalige kasteel vernoemd.